# Gimme
Gimme è un singolo del cantante britannico Sam Smith, in collaborazione con la cantante giamaicana Koffee e la cantante canadese Jessie Reyez, pubblicato l'11 gennaio 2023 come terzo estratto dal quarto album in studio di Sam Smith Gloria.

## Descrizione
In un comunicato stampa Smith ha spiegato il processo creativo e il significato del brano, definendolo sconcio, raccontando:
(Sam Smith)

## Accoglienza
Madison Phipps di Rolling Stone lo descrive come un brano sessuale: «con Reyez che sostiene Smith nel ritornello martellante e ripetitivo, i due si perdono nella loro stessa lussuria; [...] Koffee rappa, rispecchiando la dinamica dei suoi collaboratori». Emily Maskell di Attitude afferma che il brano rappresenta «una nuova era del sonora» per la Smith, sostenendo che «il bisogno non dichiarato del desiderio e l'esplicitezza queer lasciano pensare che Gimme sarà un punto fermo sul dancefloor per l'inizio del 2023».
In una recensione dell'album, Kitty Empire dell'Observerha scritto che la canzone è una dimostrazione di come «la voce di Smith gronda di desiderio» si adatti alla musica pop, apprezzando il coinvolgimento di Koffee e Jessie Reyez. Anche Emma Harrison di Clash ha apprezzato il trio, descrivendo la canzone come «una bomba dancehall infusa di glitter» con «vibrazioni effervescenti e un ritmo audace e inebriante».
Scrivendo per Pitchfork, Jamieson Cox è rimasto meno impressionato dalla collaborazione, trovandola «anodina nel migliore dei casi e irritante nel peggiore».

## Video musicale
Il 13 gennaio 2023 è stato pubblicato il videoclip musicale di Gimme, diretto da Jeano Edwards.

## Tracce
Testi di Sam Smith, James Napier, Jessie Reyez, Mikayla Victoria Simpson, Mikkel S. Eriksen, Tor Erik Hermansen, Anju Blaxx.
1. Gimme – 2:52

## Classifiche
| Classifica (2023) | Posizione massima |
| ----------------- | ----------------- |
| Canada            | 76                |
| Irlanda           | 63                |
| Regno Unito       | 60                |
| Svizzera          | 96                |